# Volo Aeroflot 245
Il volo Aeroflot 245 era un volo passeggeri nazionale russo di linea operato da un Ilyushin Il-18B che si schiantò durante la fase di crociera del volo in rotta verso Adler mercoledì 17 dicembre 1961, provocando la morte di tutte le 59 persone a bordo. Un'indagine rivelò che l'aereo era entrato in una picchiata ripida dopo che i flap erano stati accidentalmente estesi.

## L'aereo
Il velivolo coinvolto era un Ilyushin Il-18B di Aeroflot, numero di serie 188000503, marche CCCP-75654. La costruzione dell'aereo fu completata il 30 ottobre 1958; questo esemplare aveva accumulato un totale di 2 722 ore di volo prima dello schianto.

## L'incidente
Il volo 245 era un volo passeggeri di linea da Mosca ad Adler. Alle 14:34 ora di Mosca, l'Ilyushin partì dall'aeroporto di Mosca-Vnukovo e raggiunse la sua altitudine di crociera di 26 000 piedi (7 900 m). Alle 15:47, l'equipaggio contattò l'ATC e fornì un rapporto di posizione, quindi il volo comunicò nuovamente con l'ATC alle 15:52. Alle 15:59, il controllore non fu in grado di contattare il volo 245 che era scomparso dal radar. Durante il volo livellato a 630 km/h, l'ingegnere di volo spostò inavvertitamente il selettore dei flap alla massima estensione di 40 gradi e, a causa della grande quantità di resistenza e del peculiare design aerodinamico dell'Ilyushin Il-18, l'aereo entrò in una ripida discesa. Senza ritrarre i flap sarebbe stato impossibile riprendere il controllo del velivolo e, a causa dell'elevata forza g negativa che i piloti stavano sperimentando, non poterono raggiungere il selettore dei flap. Man mano che l'aereo guadagnava velocità nella sua picchiata, i flap di babordo e tribordo furono strappati dall'ala da elevate forze aerodinamiche. Alle 16:00, l'aereo colpì il suolo ad altissima velocità con il carrello di atterraggio retratto e con un angolo di beccheggio di 107 gradi. Il cratere da impatto misurava da 3,5 a 5 metri di profondità e il campo di detriti era largo da 300 a 350 metri.

## Le indagini
Gli investigatori stabilirono che la causa dell'incidente era stata il dispiegamento completo dei flap a velocità di crociera. A differenza dell'Ilyushin Il-14, l'Il-18 non aveva un meccanismo per impedire il movimento accidentale del selettore dei flap e questo risultò essere un fattore contribuente alla sequenza dell'incidente.